# Α-酮异戊酸
α-酮异戊酸 （英語：α-Ketoisovaleric acid）是一种缬氨酸的代谢中间产物。